# Chrysopidia fuscata
Chrysopidia fuscata är en insektsart som beskrevs av Navás 1914. Chrysopidia fuscata ingår i släktet Chrysopidia och familjen guldögonsländor. Inga underarter finns listade i Catalogue of Life.